# Psou
Psou (abchaziska: Ҧсоу; georgiska: ფსოუ; ryska: Псоу) är en flod i västra Kaukasien. Den rinner upp på 3 256 meters höjd över havet, på berget Agepstas sluttningar, på Stora Kaukasus sydsida, och utgör den georgiska utbrytarrepubliken Abchaziens västra gräns mot Krasnodar kraj i Ryssland. Floden mynnar i Svarta havet. Den är 57 kilometer lång och har ett avrinningsområde på omkring 420 km². Psoudalen avgränsas i öster av Gagrabergen. Mellan mynningen av Psou och mynningen av floden Mzymta finns en sandig avlagring, som är ungefär 8 kilometer lång och 2 kilometer bred.
De främsta bifloderna till Psou är Besh och Pchista. Mellan 1913 och 1955 fanns en hydrologisk station i drift vid Leselidze, ungefär 1,5 kilometer uppströms flodmynningen. Psou blev känd som en smugglingsväg ut ur landet, förbi ryska kontroller vid gränsen. Från och med 2008 ansågs den som en gränsöverskridande flod som saknar ett internationellt samarbetsavtal som en del av UNECE:s vattenkonvention.